# Парма (Мічиган)
Парма (англ. Parma) — селище (англ. village) в США, в окрузі Джексон штату Мічиган. Населення — 780 осіб (2020).

## Географія
Парма розташована за координатами 42°15′55″ пн. ш. 84°32′56″ зх. д. / 42.26528° пн. ш. 84.54889° зх. д. (42.265364, -84.549014).  За даними Бюро перепису населення США в 2010 році селище мало площу 2,74 км², уся площа — суходіл.

## Демографія
Згідно з переписом 2010 року, у селищі мешкало 769 осіб у 287 домогосподарствах у складі 207 родин. Густота населення становила 281 особа/км².  Було 322 помешкання (118/км²).
Расовий склад населення:
| - 95,8 % — білих - 0,9 % — азіатів - 0,4 % — корінних американців - 0,4 % — чорних або афроамериканців |

До двох чи більше рас належало 1,8 %. Частка іспаномовних становила 2,5 % від усіх жителів.
За віковим діапазоном населення розподілялося таким чином: 29,0 % — особи молодші 18 років, 58,4 % — особи у віці 18—64 років, 12,6 % — особи у віці 65 років та старші. Медіана віку мешканця становила 36,5 року. На 100 осіб жіночої статі у селищі припадало 106,2 чоловіків;  на 100 жінок у віці від 18 років та старших — 96,4 чоловіків також старших 18 років.
Середній дохід на одне домашнє господарство  становив 58 699 доларів США (медіана — 53 083), а середній дохід на одну сім'ю — 58 488 доларів (медіана — 53 409). Медіана доходів становила 52 589 доларів для чоловіків та 36 563 долари для жінок. За межею бідності перебувало 14,8 % осіб, у тому числі 19,1 % дітей у віці до 18 років та 1,5 % осіб у віці 65 років та старших.
Цивільне працевлаштоване населення становило 364 особи. Основні галузі зайнятості: освіта, охорона здоров'я та соціальна допомога — 24,5 %, виробництво — 20,3 %, роздрібна торгівля — 15,1 %.